# Padiernos
Padiernos és un municipi de la província d'Àvila, a la comunitat autònoma de Castella i Lleó. Limita al nord amb Casasola, Sanchorreja i Balbarda, i al sud amb Muñogalindo, Solosancho, Sotalbo, Niharra, Salobral i Muñopepe. Està format pels nuclis de Padiernos, Muñochas i Aldealabad.